# 信州北回廊パス
信州北回廊パス（しんしゅうきたかいろうパス）とは、かつて東日本旅客鉄道（JR東日本）が発売していた特別企画乗車券（トクトクきっぷ）である。2015年3月14日有効分より北信州ツーデーパス（きたしんしゅうツーデーパス）となり、仕様が一部変更された。

## 概要
フリーエリア内のJR線、長野電鉄線、しなの鉄道線の普通列車（快速を含む）の普通車自由席と長電バス、アルピコ交通バス、川中島バス（現在はアルピコ交通）が乗り降り自由なおトクなきっぷとして発売された。2020年3月31日発売分（同年4月1日利用まで）をもって、発売を終了した。

## 発売期間・有効期間・利用期間
北信州ツーデーパスとして発売された期間を含む。
- 発売期間  平成19年3月1日〜令和2年3月31日
- 有効期間  2日間
- 利用期間  平成19年4月1日〜令和2年4月1日

## フリー区間
発売終了時点でのフリー区間は、以下の通りである。
- 東日本旅客鉄道（JR東日本）
  - 篠ノ井線　姨捨～篠ノ井間
  - 信越本線　篠ノ井～長野間
  - 飯山線　豊野～十日町間
  - 北陸新幹線　長野～上越妙高間
- しなの鉄道
  - しなの鉄道線　上田～篠ノ井間
  - 北しなの線　全線
- えちごトキめき鉄道
  - 妙高はねうまライン　妙高高原～上越妙高間
- 長野電鉄
  - 長野線　全線
- 長電バス
  - 飯山駅～野沢グランドホテル間
- アルピコ交通
  - 長野～松代間
  - 長野～善光寺間（びんずる号のみ）

## 利用の際の注意事項
- JR線・長野電鉄線の新幹線、特急列車、JR線のグリーン車を利用する場合は、該当列車の料金券が必要となる。
- しなの鉄道線のライナー「しなのサンライズ号」「しなのサンセット号」を利用する場合は、乗車整理券が必要となる。
- 従来は北陸新幹線（長野新幹線）はフリー区間には含まれなかったが、リニューアル後は含まれるようになった。

## 発売額
以下は発売終了時点での発売額。
- 大人 3,570円
- 小児 1,870円

## 発売箇所
- JR東日本長野エリアの主な駅のみどりの窓口およびびゅうプラザ
- 十日町駅
- 上越妙高駅